# ヤマトヌマエビ
ヤマトヌマエビ（大和沼蝦、学名:Caridina multidentata）は、エビ目（十脚目）ヌマエビ科に分類されるエビの一種。インド太平洋沿岸の河川に生息する淡水生のエビである。日本産ヌマエビ科の中では大型種で、ペットとしても人気がある。学名は Caridina japonica が長く用いられてきたが、2006年に C. multidentata の記載が明らかになり、C. japonica はシノニムとなった。

## 形態
成体の体長はオス35 mm・メス45 mmほどであり、ヌマエビ類としては大きい。メスの方が大きくて50 mmを超えることもあり、体つきもずんぐりしている。複眼は黒く、複眼の間にある額角はわずかに下向きで、鋸歯状の棘が上縁に11-27個、下縁に4-17個ある。5対の歩脚は短くがっちりしていて、このうち前の2対は短く、先端に小さな鋏がある。
体色は半透明の淡青色-緑褐色の濃い色で、尾の中央に三角形の黒い小斑、尾の両端に楕円形の黒い斑点がある。体側には線状に赤い斑点が並ぶが、オスは点線状（・・・）、メスが破線状（- - -）である。また、個体によっては背中の真ん中に黄色の細い線が尾まで走る。
スジエビやテナガエビ類は脚や眼柄、額角が長い。トゲナシヌマエビは体型や生息地が似ているが、やや小型で体側に斑点がないので区別できる。

## 分布
マダガスカル、フィジー、日本まで、インド太平洋沿岸の熱帯・亜熱帯域に広く分布する。日本での分布域は日本海側は鳥取県以西、太平洋側は千葉県以南の西日本とされる。海で生活する幼生期（後述）に、海流に乗って分散するため分布域が広く、海洋上に孤立した島の小河川にも生息している。
暖流が流れる海に面した川の、上流域の渓流や中流域に生息する。九州以北に産するヒメヌマエビ属の中ではトゲナシヌマエビと並んで遡上する力が強い。川や海の改修工事や水質悪化、熱帯魚の業者による乱獲などで、野生の個体は減少している。ダムや堰の建設によって遡上が困難になり、生息域が狭まった川もある。

## 生態
食性は雑食性で、藻類、小動物、生物の死骸やそれらが分解したデトリタスなど何でも食べる。前2対の歩脚にある鋏で餌を小さくちぎり、忙しく口に運ぶ動作を繰り返す。小さなかたまり状の餌は顎脚と歩脚で抱きこみ、大顎で齧って食べる。
夜に餌を探して動き出すが、昼間は水中の岩石や水草、落ち葉などの陰に潜む。捕獲する際はそれらの中にタモ網を差し込むと捕えることができる。通常はエビ類を水から出すと腹部の筋肉を使ってピチピチと跳ねるが、ヤマトヌマエビは跳ねずに歩きだすのが特徴である。

### 生活史
ヤマトヌマエビはアユと同じように幼生が海に下り、海で成長して川に遡上する両側回遊型（りょうそくかいゆうがた）の動物である。
成体のメスは脱皮前にフェロモンを発し、オスを誘引して交尾を行う。メスは脱皮後に産卵し、直径0.5 mmほどの小さな卵を1000-4000個ほど腹脚にかかえ、孵化するまで保護する。卵ははじめくすんだ緑色をしているが、やがて褐色になり、幼生の小さな複眼が確認できるようになる。孵化までは2週間-1ヶ月ほどかかる。
孵化する幼生は体長1.5 mm程度で、孵化した瞬間から親の体を離れ、川の流れに乗って海へ下る。幼生の成長には塩分が不可欠で、海か、少なくとも汽水域までたどり着かないと生きていくことができない。初期の幼生は泳ぐ力も弱く、逆立ちして浮遊するプランクトン生活を送る。漂ってきたデトリタスや植物プランクトンを脚で抱きこんで捕食し、脱皮を繰り返しながら少しずつ大きくなる。体長2-3 mmほどになると体が赤くなり、次第に遊泳力もつく。わずかながらも腹部の筋肉で飛びのいたり、泳いで水底の餌を取りに行くようになる。
稚エビになるまでには1ヶ月ほどかかり、その間に9回脱皮する。9回目の脱皮をして体長4 mmほどの稚エビになると浮遊生活をやめて水底生活に移るが、これを境に運動能力が格段に上昇し、かなりの速度で泳げるようになる。稚エビは河口域に集まり、夜間に腹脚で水を掻きながら川底を歩いて遡上する。流れの激しい区域では、流れの横のかすかに水をかぶる程度の区域を歩いて登る。成体の生息域は川の上流・中流域なので、河口から遡上をし続ける。

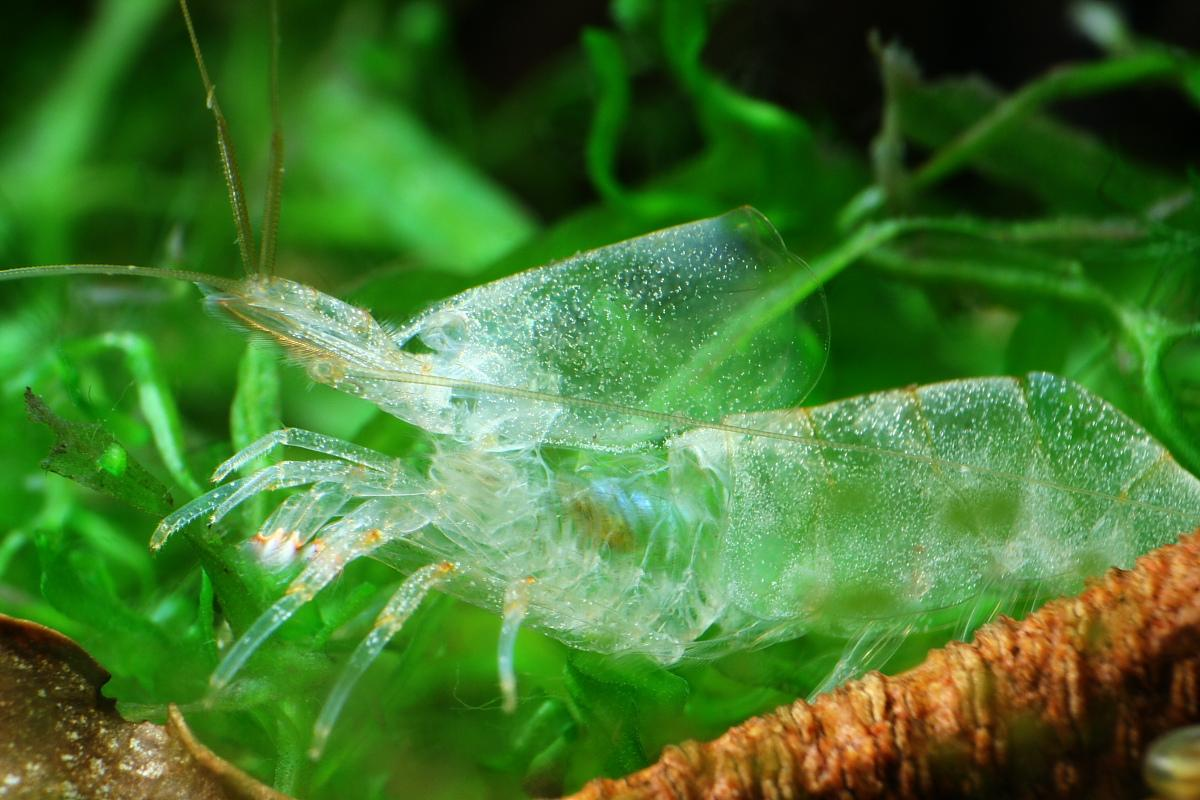
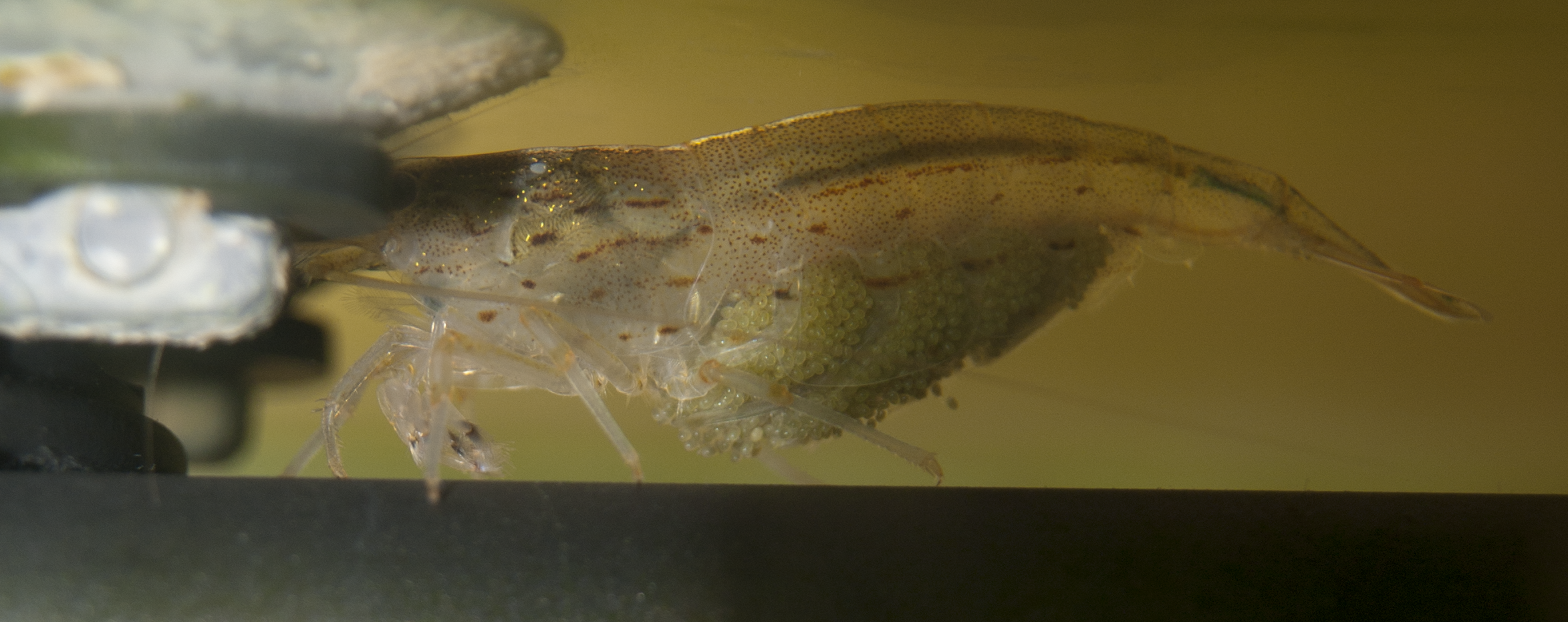
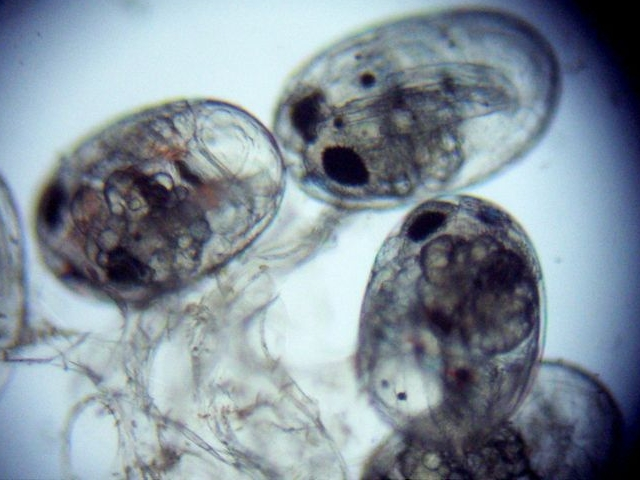
孵化寸前の卵。長径約0.6 mm
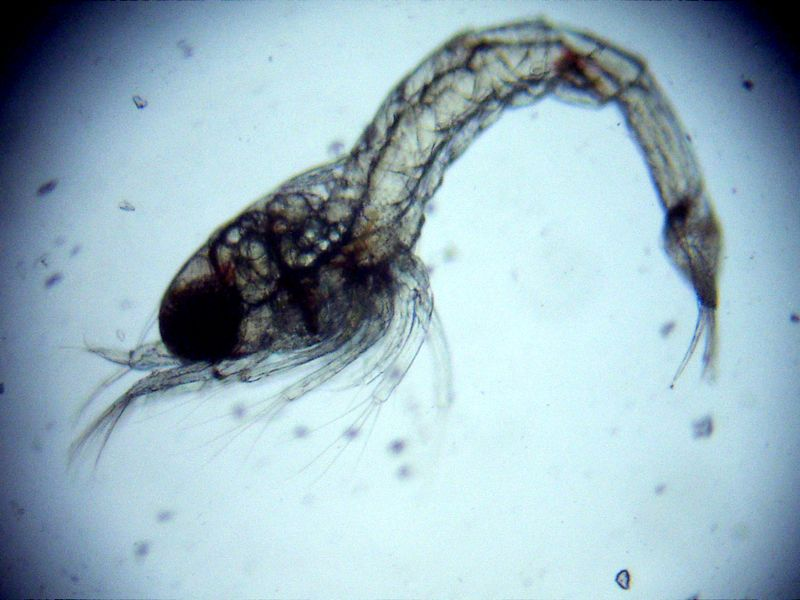
孵化直後のゾエア幼生。全長約1.5 mm

## 人間との関係
ヤマトヌマエビは一般的に食用にはされないが、熱帯魚と一緒に飼うタンクメイトとしてよく流通する。成体はわりと丈夫で飼育しやすいが、幼生は汽水か海水でないと成長しないため繁殖させるのは難しい。

### 飼育
エビ一般の特徴であるが、本種のみならず、ミナミヌマエビと同様、農薬等の薬物と水質の急激な変化に弱い。ホームセンター等で販売されている水草、魚用の薬や水槽のある部屋での殺虫剤などの使用に注意が必要である。
メダカやテトラ類、他のヌマエビ類などと共に飼育される事があり、水槽内を活発に動き回って水槽内の糞や食べかすや藻類や水垢などを食べ、掃除役をこなす。固形飼料を与えると素早くつかみ取るしぐさなども愛嬌があり、上手に飼育すれば5年以上、ときには15年以上も生きる。ただ自分より大きい魚がいたり極端に明るいと物陰に隠れて出てこず、自分より小さな魚が弱っている場合は餌が少ない時など食することがある。健康な魚は小型のものであっても襲うことはほとんどないので混泳に際してそれほど神経質になる必要はない。ただし、稚エビなど小さな個体は捕食されてしまうのでそれらの繁殖を期する場合は混泳させないまたは隠れる草木などを利用したほうが良い。本種はヌマエビとしては大型であるので、同居している魚が肉食または雑食魚でなければ本種が襲われることはなく、水槽の苔取り役として利用される事が多い。
両側回遊型なので、繁殖させるには抱卵したメスを2週間目頃から隔離して飼育し、さらに孵化した幼生を海水か汽水の水槽に移さなければならない。幼生は海水-汽水水槽に藻類（バイオフィルム）を生やしておくとこれを餌に成長させることができるが、飼育環境によってはこまめな世話が必要となる。